# Серый горох
Серый горох (латыш. Pelēkie zirņi) — латвийское национальное блюдо, включённое в реестр национальных продуктов ЕС с указанием географического места происхождения. Самым популярным сортом крупного серого гороха является сорт Retrija, выведенный в Приекульском селекционном институте. Серый горох — традиционное блюдо латышского рождественского стола. Считается, что горошины являются символом слёз.

## Рецепт
Блюдо представляет собой варёный серый горох с копчёным шпиком. Горох варят отдельно, шпик жарят с добавлением лука. Смешав оба продукта, сверху поливают вытопленным при жарке жирком. Употребляют горячим. Традиционно подаётся с кефиром.